# Romana
Romana (sardisk: Rumàna) er en by og en kommune (comune) i provinsen Sassari i regionen Sardinien i Italien. Byen ligger i 267 meters højde og har 543 indbyggere (2016). Kommunen har et areal på 21,60 km² og grænser til kommunerne Cossoine, Monteleone Rocca Doria, Padria, Thiesi og Villanova Monteleone.